# Phyllophaga bicolor
Phyllophaga bicolor är en skalbaggsart som beskrevs av Moser 1921. Phyllophaga bicolor ingår i släktet Phyllophaga och familjen Melolonthidae. Inga underarter finns listade i Catalogue of Life.